# Philosepedon torosa
Philosepedon torosa är en tvåvingeart som beskrevs av Quate 1967. Philosepedon torosa ingår i släktet Philosepedon och familjen fjärilsmyggor. Inga underarter finns listade i Catalogue of Life.